# Berliner Börsen-Zeitung

Le Berliner Börsen-Zeitung était un journal économique et financier allemand du milieu du XIXe siècle.

## Histoire
C'est sous le nom de Börsen-Zeitung, pour aider à "relancer le marché boursier et le promouvoir" qu'est créé  le 1er février 1852 le quotidien à Francfort, comme il est dit dans l'éditorial du premier numéro. 
Le journal couvre l'actualité sur les valeurs mobilières messages. Le syndicat des banques de Francfort, jusqu'à présent concentré sur la gestion et la liquidation des titres et la famille Lehmann et Keppler, ont décidé de lancer un journal quotidien. Son très expérimenté directeur, Hermann Killisch von Horn (de) est réputé dans les milieux financiers. Il a fait construire une belle maison à Berlin en 1868.
La création du journal coïncide avec la fondation de plusieurs banques, la "Bank für Handel und Industrie" en 1853, à Darmstadt, par Gustav Mevissen et Abraham Oppenheim, ou la "Berliner Handelsgesellschaft", avec la participation of Mendelssohn & Co et Bleichröder.
Le banquier Gerson von Bleichröder, proche du chancelier Bismarck, devient parallèlement l'inspirateur et l'informateur de la Berliner Bôrsen-Zeitung (1855-1944), qui devient le grand organe financier allemand. Le succès ce journal favorise l'expansion du service d'informations économiques et financières de l'Agence Continentale.